# Анрі Мішо
Анрі́ Мішо́ (фр. Henri Michaux, 24 травня 1899, Намюр, Бельгія — 19 жовтня 1984, Париж) — французький поет і художник. Його твори часто асоціюють з сюрреалізмом, хоча він формально не належав до цієї течії.

## Біографія
Анрі Мішо народився в родині ремісників. Батько його мав досить відому капелюшну майстерню. Дитинство Анрі Мішо пройшло в Брюсселі. Він навчався в пансіонаті в Анвері, потім перейшов у колеж Сен-Мішель. Під час навчання в ліцеї Мішо товаришував з майбутніми письменниками Ерманом Клосоном (фр. Herman Closson) та Камілем Ґемансом (фр. Camille Goemans).
Перші літературні проби Мішо позначені впливом Толстого й Достоєвського. Хоча Мішо багато читає, проте спершу планує обрати своїм фахом медицину, щоправда, швидко змінює своє ставлення до професії медика й наймається матросом далекого плавання. У 1920–1921 роках проводить у плаваннях. Відвідує Німеччину, Велику Британію, Південну й Північну Америку. Відкривши в цей час для себе Лотреамона, починає активно писати. У 1922 році виходить його перша збірка «Випадок циркулярного божевілля» (фр. Cas de folie circulaire), в якій вже відчувається типовий стиль Мішо.
У 1920-х роках активно співпрацює з авангардистським часописом «Зелений диск», переїздить до Парижа, де знайомиться з поетом Жулем Сюперв'єлем, дружба з яким збережеться на все життя. У 1936 році вони разом відвідують Уругвай, звідки походить Сюперв'єль, а також беруть участь у міжнародному засіданні ПЕН-клубу в Буенос-Айресі. Під час цієї поїздки Мішо знайомиться з уругвайською поетесою Сусанною Сока, з якою мав близькі стосунки. Знайомиться і з Вікторією Окампо.
Окрім суто поетичних текстів Мішо пише реальні («Еквадор», «Варвар у Азії») й вигадані («Деінде») щоденники подорожей. Відомі його тексти, в яких відображений досвід Мішо з наркотиками, зокрема з мескаліном: «Жалюгідне чудо. Мескалін» (1956 р.) та «Пізнання прірви» (1961 р.). Хоча основним видавцем Мішо було видавництво «Ґаллімар», він публікує багато невеликих збірок з власним оформленням у маленьких видавництвах.
Паралельно з поезією Мішо цікавиться живописом починаючи з 1925 року, після відвідання виставки «сюрреалістів». Перша персональна виставка живопису відбулася в 1937 році. Часом малярство займає в нього більше часу, ніж література. Він залишив великий доробок малюнків, виконаних аквареллю, гуашшю, чорнилом, простим олівцем. Мішо також цікавиться східною каліграфією й використовує її в поєднанні з поетичними текстами.
Практика поєднання тексту й малюнка характерна для книжок Мішо, що постали внаслідок експериментів з мескаліном. Інтерес до наркотиків поєднується з інтересом до психіарії, Мішо неодноразово відвідує психіатричні лікарні, аби спостерігати за хворими з психічними розладами. Окрім мескаліну Мішо експериментував з ЛСД та деякими іншими галюциногенними речовинами.
Під кінець життя Мішо сторонився людей і вельми неохоче спілкувався з журналістами. У 1965 році він одержав Велику національну премію з літератури, прийняти яку відмовився. Помер від серцевої недостатньості у віці 85 років в Парижі.

## Твори
- Cas de folie circulaire, 1922
- Les Rêves et les jambes, 1923
- Fables des origines, Disque vert, [1923]
- Qui je fus, 1927
- Mes Propriétés, 1929
- Ecuador, 1929
- Un barbare en Asie, 1933
- La nuit remue, 1935
- Voyage en Grande Garabagne, 1936
- La Ralentie, [1937]
- Lointain intérieur, 1938
- Plume, 1938
- Peintures. GLM, [1939]
- Au pays de la Magie, 1941
- Arbres des Tropiques, 1942
- L'Espace du dedans, 1944
- Épreuves, exorcismes, 1940–1944
- Ici, Poddema, 1946
- Peintures et dessins. Le point du jour, 1946
- Meidosems. Le point du jour, [1948].
- Ailleurs, 1948
- Nous deux encore. Lambert, 1948
- La Vie dans les plis, 1949
- Poésie pour pouvoir. Drouin, 1949
- Passages, 1950
- Mouvements, 1952
- Face aux verrous, 1954
- L'Infini turbulent, 1957
- Paix dans les brisements, 1959
- Connaissance par les gouffres, 1961
- Vents et poussières, 1962
- Les Grandes Épreuves de l'esprit et les innombrables petites, 1966
- Façons d'endormi, façons d'éveillé, 1969
- Poteaux d'angle, 1971
- Misérable miracle (La mescaline), 1972
- En rêvant à partir de peintures énigmatiques, 1972
- Émergences, résurgences, 1972
- Moments, traversées du temps, 1973
- Quand tombent les toits, 1973
- Par la voie des rythmes, 1974
- Idéogrammes en Chine, 1975
- Coups d'arrêt, 1975
- Face à ce qui se dérobe, 1976
- Les Ravagés, 1976
- Jours de silence, 1978
- Saisir, 1979
- Une voie pour l'insubordination, 1980
- Affrontements, 1981
- Chemins recherchés, chemins perdus, transgressions, 1982
- Les Commencements, 1983
- Le Jardin exalté, 1983
- Par surprise, 1983
- Par des traits, 1984
- Déplacements, dégagements, 1985 (посмертно)
- Rencontres (avec Paolo Marinotti), 1991(посмертно)
- Jeux d'encre. Trajet Zao Wou-Ki, 1993 (посмертно)
- En songeant à l'avenir, 1994 (посмертно)
- J'excuserais une assemblée anonyme…, 1994 (посмертно)
- À distance, 1996 (посмертно)

Найбільш повно твори Мішо представлені в тритомному виданні Бібліотеки «Плеяди» (фр. «Bibliothèque de la Pléiade») видавництва «Ґаллімар»: Henri Michaux, Oeuvres complètes, 3 v., Bibliothèque de la Pléiade, Gallimard, 1998–2004.

## Українські переклади
Окремою збіркою твори Мішо українською були видані видавництвом «Юніверс» в 2001 році.
Див. Анрі Мішо, Внутрішній простір, упорядник Олег Жупанський, вид. Юніверс, Київ, 2001.
Більшу частину цієї збірки переклав Олег Жупанський.
Твори Анрі Мішо також перекладав Михайло Москаленко.
Див. Анрі Мішо. Спів у лабіринті, переклад Михайла Москаленка / Світовид. Літературно-мистецький журнал. Число IV (33), жовтень-грудень, 1998. — с. 28-40.